# Jean de Miossens de Sansons
Jean de Miossens de Sansons, mort le 8 février 1658), est un ecclésiastique qui fut évêque d'Oloron de 1653 à 1658.

## Biographie
La véritable origine de la famille de Jean de Miossens-Sansons demeure obscurcie par le désir de ses membres de se présenter comme issus des comtes de Miossens, une lignée illégitime de la famille d'Albret, en ajoutant ce nom à leur désignation d'origine de seigneurs de Sansons. Ses plus anciens ancêtres identifiés sont ses grands-parents Bertrand et Jeanne de Lary dont le fils unique Henri-Bernard Ier († 1610), catholique du Béarn fut gentilhomme de la chambre de Henri IV.
Jean de Miossens est le fils de cet Henri-Bernard baron de Sansons et de Françoise de Montesquieu dame de Sardirac. Il effectue ses études en partie à Paris où il obtient un doctorat en droit canon. Prêtre vers 1640, il est curé de Turon pendant plusieurs années et on lui attribue la conversion de plusieurs calvinistes. Il est également chanoine de Lescar. Il est nommé évêque d'Oloron en 1652, confirmé le 13 novembre et consacré en février suivant par l'archevêque de Toulouse. Son épiscopat est relativement bref car il meurt six ans après, le 8 février 1658.